# Guerre de la rivière Rouge
Ne doit pas être confondu avec la rébellion de la rivière Rouge
Guerres indiennes
La guerre de la rivière Rouge (Red River War en anglais) est une campagne militaire menée par l'US Army en 1874 et visant à repousser les tribus indiennes Comanche, Kiowa, Cheyenne du Sud et Arapaho du sud des Grandes Plaines, et les forcer à s'installer dans les réserves du Territoire indien. Les affrontements de 1874 se distinguent des précédentes tentatives de l'armée de l'Union pour « pacifier » cette région de la frontière ouest.
Ce conflit s'achève en 1875, lorsque le dernier groupe de guerriers comanches offrit sa reddition à Fort Sill. Ils étaient jusqu'alors les derniers Indiens libres du sud-ouest des États-Unis.

## Origine du conflit

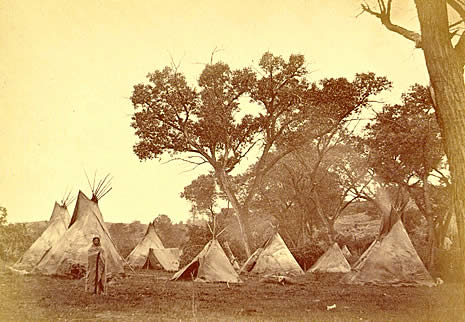
Un camp comanche vers 1870.

De nombreux facteurs ont conduit à cette campagne militaire contre les tribus amérindiennes de la frontière sud-ouest. Durant les années 1850, les colons de l’ouest entrèrent en conflit avec les tribus qui vivaient dans les Grandes Plaines du sud depuis des siècles. Pour aider les colons à s’installer sur ces nouvelles terres, l'armée établit une série de forts frontaliers. Le début de la guerre de Sécession conduisit à un retrait des troupes de la frontière occidentale. Les Amérindiens durent faire face à quelques incursions d’immigrants venus de l'Est du Mississippi. Après la guerre, avec le développement du chemin de fer et l'exploitation des mines, les compagnies de chemin de fer et les colons avides de ces terres qu'ils n'auraient pas à payer, commencèrent à faire pression sur le gouvernement fédéral pour prendre des mesures militaires contre les Amérindiens.
Le traité de Medicine Lodge, signé en 1867, prévoyait l’établissement de deux réserves en territoire indien : une pour les Comanches et les Kiowas, et l'autre pour les Cheyennes du Sud et les Arapahos. Selon le traité, le gouvernement s’engageait à fournir aux tribus de nombreux services de base et de formation, des logements, de la nourriture et des fournitures, y compris armes et munitions de chasse. En échange, les Amérindiens acceptaient de cesser leurs attaques et leurs raids. Dix chefs approuvèrent le traité et certains membres des tribus furent transférés volontairement dans les réserves.

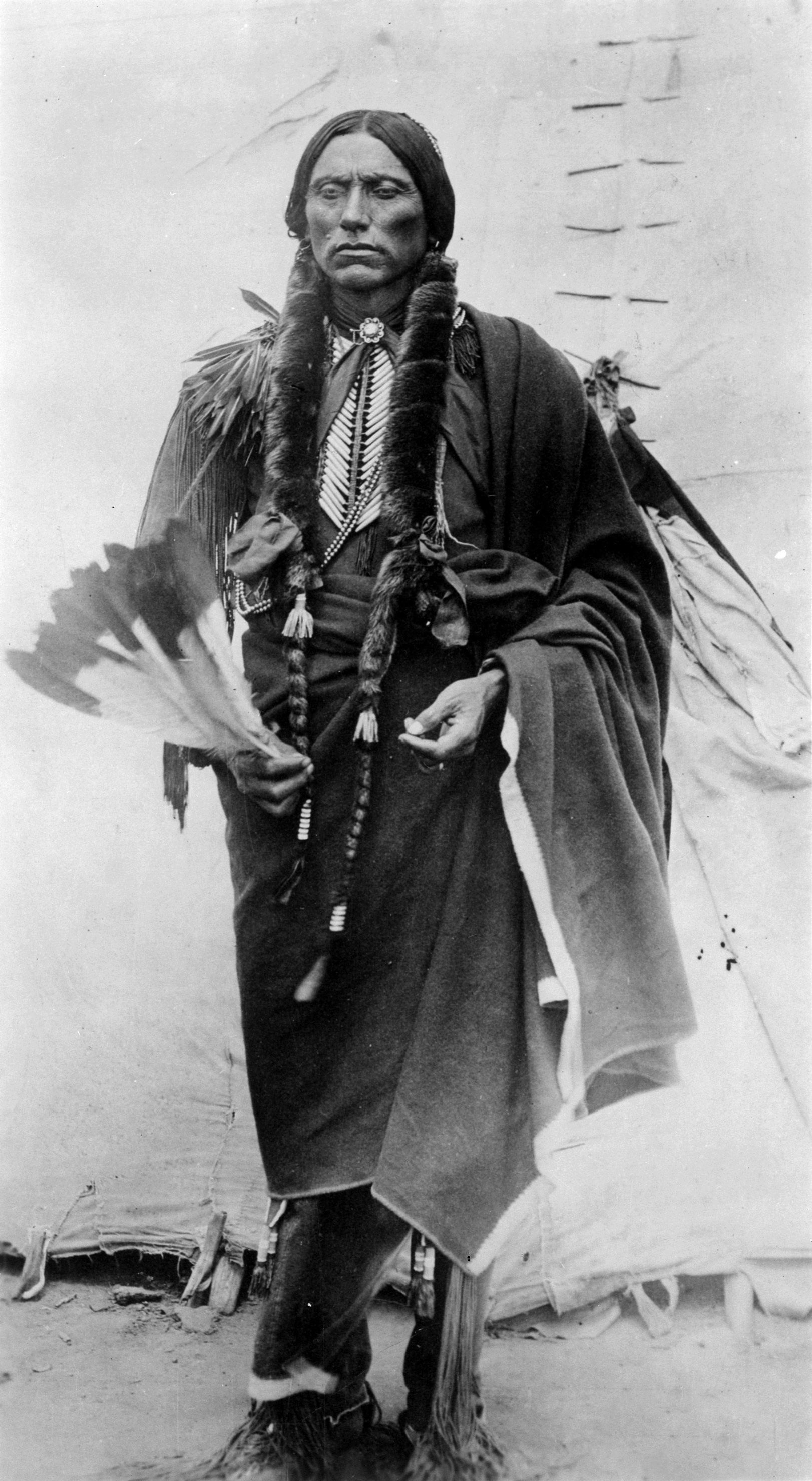
Quanah Parker.

Mais le traité fut un échec. Un petit nombre de branches de ces tribus, y compris les Comanches Quahadi de Quanah Parker, refusèrent de signer le traité. Les chasseurs de bisons ignorèrent les termes du traité et pénétrèrent dans la région promise aux Amérindiens des plaines du Sud. En seulement quatre ans, de 1874 à 1878, le grand troupeau de bison américain du Sud fut pratiquement exterminé. Les chasseurs tuèrent ces animaux par milliers, ramenant les peaux à l’Est et laissant les carcasses pourrir sur place. Le gouvernement américain ne fit rien pour mettre un terme à cette situation. La disparition du bison toucha rudement les tribus amérindiennes et les rendit dépendantes des rations de la réserve.
Les conducteurs de troupeaux qui menaient leurs bœufs au nord à travers le territoire indien et la queue de poêle du Texas causèrent d'énormes perturbations. Un bon nombre de cow-boys traitaient tous les Amérindiens comme des éléments « hostiles ». Les Amérindiens considéraient traditionnellement tout animal traversant leur territoire de chasse comme du gibier, y compris le bétail. Ceci, allié à la raréfaction des bisons, conduisit à de nombreux affrontements.
Les promesses faites par le gouvernement américain aux Amérindiens qui s'étaient déplacés dans les réserves s’avérèrent creuses. La nourriture était insuffisante et de mauvaise qualité. Les restrictions imposées sur les déplacements personnels, les échanges et les cultes étaient insupportables pour les Amérindiens. À mesure que leurs conditions de vie se détérioraient, un nombre croissant d'entre eux quittait les réserves pour se joindre aux bandes retournées dans les plaines du Texas. Les Amérindiens commençaient à envisager la guerre pour chasser l'homme blanc de leur terre.

## Les affrontements

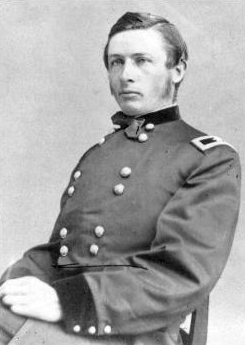
Ranald S. Mackenzie.

En 1874, un leader émergea en la personne de Isa-tai de la bande Quahadi des Comanches. Isa-tai incitait à une guerre contre les Blancs. Parce que la majorité des Amérindiens se voyaient eux-mêmes dans une situation où la seule alternative à la famine était la guerre, il fallut peu de persuasion à Isa-tai pour convaincre les dirigeants amérindiens qu’ils devaient contre-attaquer les Blancs. Les Amérindiens se décidèrent à attaquer et détruire la nouvelle colonie de chasseurs de bisons d’Adobe Walls.
Le 27 juin 1874, sous la direction d'Isa-tai, du chef Comanche Quanah Parker et du chef Kiowa Big Bow, quelque 300 Amérindiens attaquèrent Adobe Walls. Malgré leur infériorité numérique, les 28 chasseurs occupant ce poste étaient bien armés et adroits au tir. Leurs fusils à longue portée tinrent les Amérindiens à distance. Malgré cet échec, de nombreux Amérindiens regagnèrent les plaines du Texas. Réalisant que les bisons disparaissaient et qu’ils perdaient l’accès à leurs terres, ils se sentirent forcés à se battre pour repousser l’empiètement croissant des Blancs. Pour les Amérindiens, ceci conduisit à des représailles de l'armée américaine, la défaite, et le confinement dans leurs réserves.
L'attaque contre Adobe Walls servit de catalyseur à l'armée américaine qui commença à forger des plans pour soumettre définitivement les tribus des Plaines du Sud. Cette politique prévoyait l’enrôlement et la protection des Amérindiens innocents et amicaux dans leurs réserves, et la poursuite puis l’extermination des Amérindiens hostiles, sans tenir compte des frontières des réserves ou des états. Le principal objectif de la campagne militaire était le retrait des groupes amérindiens de cette région du Texas et son ouverture à la colonisation anglo-américaine.
L'offensive s’organisa en cinq colonnes convergentes sur l'ensemble de la Texas Panhandle (« queue de poêle » du Texas) et plus particulièrement sur la partie supérieure des affluents de la Rivière Rouge du Sud où ils pensaient que les Amérindiens s’étaient réfugiés. L’objectif de cette stratégie était d'assurer l’encerclement complet de la région, en éliminant pratiquement toutes les issues par lesquelles les Amérindiens auraient pu s'échapper. Le colonel Nelson A. Miles se déplaça vers le sud à partir de Fort Dodge, le lieutenant-colonel John W. Davidson marcha vers l'ouest à partir de Fort Sill, le lieutenant-colonel George P. Buell se déplaça au nord-ouest de Fort Griffin, Le colonel Ranald S. Mackenzie vint vers le nord à partir de Fort Concho, et le major William R. Price marcha vers l'est à travers la queue de poêle du Fort Union. Le plan prévoyait la convergence des colonnes pour maintenir une offensive continue jusqu'à la défaite décisive des Amérindiens.
Au cours de l’année 1874, jusqu'à 20 engagements eurent lieu entre l'armée américaine et les Amérindiens des plaines du Sud, dans la région de la queue de poêle du Texas. L'armée, bien équipée, maintint les Amérindiens en fuite jusqu'à l’épuisement. Ils furent finalement défaits à la bataille du canyon de Palo Duro. La guerre de la rivière Rouge pris officiellement fin en juin 1875, lorsque Quanah Parker et sa bande de Comanches Quahadi se rendirent à Fort Sill. Les Comanches et les Kiowas furent confinés dans une réserve indienne au sud-ouest du territoire indien.